# STEINS;GATEの用語一覧
STEINS;GATEの用語一覧（シュタインズ・ゲートのようごいちらん）では、ゲーム・アニメなどのメディアミックス作品『STEINS;GATE』で登場する用語について説明する。

## 未来ガジェット
未来ガジェット研究所のラボメンが開発した、ガラクタ同然のチープな発明品。岡部曰く「いつかは『機関』打倒に使えるような物も開発する予定」だという。舞台が秋葉原であり命名者の岡部が厨二病であるという設定から、各ガジェットにはアニメや漫画に由来する名前がつけられており、劇中では実在の作品をもじった作品名が名称の由来として設定されている。
| No.     | 名称                                       | 機能                                               | 元ネタ               |
| ------- | ------------------------------------------ | -------------------------------------------------- | -------------------- |
| 1号機   | ビット粒子砲                               | おもちゃの光線銃にテレビのリモコンを合体させたもの | 機動戦士ガンダム     |
| 2号機   | タケコプカメラー                           | 軸の部分に小型カメラを仕込んだ竹トンボ             | 21エモン             |
| 3号機   | もしかしてオラオラですかーっ！？           | ウソ発見器と称した発汗検知装置                     | ジョジョの奇妙な冒険 |
| 4号機   | モアッド・スネーク                         | 多量の蒸気を噴出させる超瞬間加湿器                 | メタルギアソリッド   |
| 5号機   | またつまらぬものを繋げてしまったby五右衛門 | 掃除機の排熱を利用して動くドライヤー               | ルパン三世           |
| 6号機   | サイリウム・セーバー                       | サイリウムに柄を付けた棒剣                         | スター・ウォーズ     |
| 7号機   | 攻殻機動迷彩ボール                         | ブラウン管12台を球形にした擬似光学迷彩装置         | 攻殻機動隊           |
| 8号機   | 電話レンジ（仮）                           | 携帯電話で遠隔操作可能な電子レンジ                 | ---                  |
| 9号機   | 泣き濡れし女神の帰還                       | GPS機能を搭載したビニール傘                        | ---                  |
| 10号機  | びっくりメガネちゃん                       | 3D映像化するメガネ型の映像装置                     | ---                  |
| 11号機  | バーローのアレ                             | コーラの炭酸で推進するスケートボード               | 名探偵コナン         |
| 12号機  | ダーリンのばかぁ                           | 腕時計型の嘘発見器                                 | うる星やつら         |
| 13号機  | （名称不明）                               | ヘッドホン型の脳内測定装置                         | ---                  |
| 14号機  | 電波ジャッカー                             | アナログ電波を電波ジャックするアンテナ付きHDD      | ---                  |
| 15号機  | ドッキング・ママ                           | 綯の母親の代わりとして作られた女性型アンドロイド   | クッキングパパ       |
| 10号機  | クールビジター                             | 冷蔵庫の冷気で冷やす疑似クーラー                   | ---                  |
| 92号機  | ラボメンエナジー                           | 選ばれし者の知的飲料風味のVAPEリキッド             |                      |
| 204号機 | FG204 2nd EDITION Ver2.31                  | 未来のラボメンが完成させた、正真正銘のタイムマシン | ---                  |

### 本編の未来ガジェット
未来ガジェット1号機：「ビット粒子砲」
発明品第1号で、おもちゃの光線銃にテレビのリモコンを合体させたもの。テレビに向けて引き金を引けば、銃を撃つかのようにテレビを操作できるが、「チャンネル送り」しか対応していない。特価1,098円。名称の由来は『機動戦士ガンダム』より。
未来ガジェット2号機：「タケコプカメラー」
竹とんぼ式のCCDカメラ。軸の部分に小型カメラを仕込んだ竹トンボであり、動力無しで滞空撮影が可能。しかし、撮れた動画は激しく回転したものになっている。特価5,480円。名称の由来は『21エモン』。改良済みのものが存在する。
未来ガジェット3号機：「もしかしてオラオラですかーっ!?」
いわゆるウソ発見器。親指の汗のかき方によって嘘を判定するらしいが、実際はただの発汗検知装置である。特価9,240円。名称の由来は『ジョジョの微妙な冒険』。また、『STEINS;GATE 初回限定版』には実物の「もしかしてオラオラですかーっ!?」が特典として付属した。ラジオ番組ではこの実物を使ったコーナーも設けられている。
未来ガジェット4号機：「モアッド・スネーク」
大量の水を多数の電熱コイルで沸騰させ、多量の蒸気を噴出させる超瞬間加湿器。一見便利のようであるが使い捨てである。形状がクレイモア地雷に似通っている。特価7,800円。名称の由来は『メタルギア・ソリッド』から。
未来ガジェット5号機：「またつまらぬものを繋げてしまったby五右衛門」
掃除機と合体させ、その排熱を利用して動くドライヤー。ドライヤーは熱風のみ使用でき、風量調整は不可能。なお、使用する際には、あらかじめラボの電源を消しておかないとブレーカーが落ちてしまう。名前には石川五右衛門の名のほか、彼の決め台詞がついている。特価7,800円。名称の由来は『ルパン三世』から。
未来ガジェット6号機：「サイリウム・セーバー」
ケミカルタイプのレッドサイリウムに柄を付けたもの。内部の血糊を発光させ、リアルなチャンバラごっこが可能となる。特価1,480円。名称の由来は『スター・ウォーズ』から。
未来ガジェット7号機：「攻殻機動迷彩ボール」
6型ブラウン管12台を三次元的に組み合わせて球形にした、擬似光学迷彩装置。テレビとテレビの隙間には超小型C-MOSカメラを複数配置しており、カメラをそのカメラと対応する球体裏側のモニターに対して直角かつ外側へ向け、死角をなくしている。ただし、かさばるので保管には非常に邪魔である。特価8万円と最も高価。名称の由来は『攻殻機動隊』から。
未来ガジェット8号機：「電話レンジ（仮）」
携帯電話を合体させたことにより、携帯電話による遠隔操作が可能になった電子レンジ。しかし、誤操作したことから、半解凍の唐揚げが冷凍化される謎の「冷凍機能」が発見される。別の食物で試したところ、バナナは全体が緑色にゲル化しており、味も匂いも完全に消え失せてゲルバナ（命名はまゆり）と化したが、塩はなんの変化も起こさなかった。顕微鏡で調べたところ、冷凍された唐揚げやゲルバナはメンガーのスポンジにも似た奇怪な分子構造となっていた。
これらの事象から、電話レンジがタイムマシンではないかとの推論がなされ、様々な試行錯誤と検証を経て、下記の改良がなされていった。 
電話レンジ 2nd Edition Ver1.03
電話レンジの機能を解明したことで、バージョンアップを行い、過去にメールを送れるようにしたもの。一度に送れる文字数は全角18文字、半角36文字まで。それ以上の文字は送信不可。メールはすべて全角文字の場合には1通6文字、最大で3通に分けられて送られる。携帯電話のメール機能がない時代については、「ポケベル」へメッセージを送ることも可能。
また、使用の際にはラボの一階にある「ブラウン工房」の42型ブラウン管テレビをつけておき、さらにレンジの扉を開けたままにする必要がある。
タイムリープマシン
脳波スキャン装置を取り付け、最大48時間までの過去へ記憶データを送ることが可能な「タイムリープマシン」に進化させたもの。使用者の記憶を過去の自分の携帯電話に送ることで、携帯電話と密着している自分の脳へ記憶データを転送して上書きするマシンである。
3.24TBの記憶データを走査して読み取り、神経パルス信号を電気信号にエンコードした後、SERNのLHCで生成したブラックホールの力を利用してデータを36バイトまで圧縮し、電話レンジで過去にデータを送信して記憶データを受信者の脳に上書きする仕組みである。
アニメ劇場版にて紅莉栖が制作したタイムリープマシンではタイムリープの限界は48時間よりも長いとされ、234時間を設定してタイムリープを行っている。
未来のタイムリープマシン
『シュタインズ・ゲート ゼロ』に登場した未来タイムリープマシンは、ダルと比屋定真帆の改良により、48時間の遡行期間が大幅に延長されて2週間のタイムリープが可能となっている。使用時点で、改良されるまでの約10年前まで遡り、岡部の3000回ものタイムリープの足掛かりとして使用された。

### 『比翼恋理のだーりん』の未来ガジェット
未来ガジェット9号機：「泣き濡れし女神の帰還（ホーミング・ディーヴァ）」
ビニール傘にGPS機能を搭載し、紛失してもPCで紛失場所と現在位置を追跡可能にした。ただしるか曰く「コスト面を考えたら買い直した方が早い」。名前の由来は不明だが、名付けたのは岡部である。
未来ガジェット10号機：「びっくりメガネちゃん」
メガネの形をした映像装置で、装着した者が見た光景を画像データに変換し、それを3D映像に変換して立体的に見せることができる。名前の由来は不明だが、名付けたのはまゆりである。
未来ガジェット11号機：「バーローのアレ」
スケートボード後部にペットボトルのダイエットコーラを装着した乗り物で、ペットボトル内にメントール系のキャンディを注入することで発生する、爆発的な噴射力を利用して動かす。ただし物凄い勢いでコーラが噴出されるので、周囲がビショビショになってしまうという欠点もある。名前の由来は江戸川コナンの口癖から。
未来ガジェット12号機：「ダーリンのばかぁ」
紅莉栖が開発した未来ガジェットで、腕時計型の嘘発見器。恋人同士が2つ1組で使用する。搭載されているセンサーで血圧、脈拍、発汗などの身体的変化を測定し、それを元に互いの浮気の是非や仲を調査。浮気や喧嘩をしていると判断した場合は互いの身体に電流（正確には強力な低周波）が流れる。元々はフェイリスが嘘発見器として製作を依頼した物なのだが、それでは面白くないからという理由から紅莉栖が上記の仕様に改良した。紅莉栖が言うには完成には至っておらず、実験段階の試作品らしい。まゆりにのみ「ダーリンのおばかちゃん」と呼称される。
一度腕に装着して電源を入れてしまうと手動で電源を落とすことができず、ロックされるので外すこともできない。さらに強引に外そうとすれば電流が流れるようになっており、さらに互いに1メートル以上離れても浮気とみなされて電流が流れるようになっている。しかも一次電池と光電池を併用しているので、一度電源を入れてしまえば1週間は電池切れが起きない仕様になっており、外すためには互いの心をシンクロさせて2人の心が通じ合っているとセンサーに判断させるか、電池切れを待つしかない。なお電流が流れた時は、互いの手を繋げば仲直りしたと見なされて電流が一時的に止まるようになっている。名前の由来は80年代に流行ったラブコメ漫画のヒロインの台詞からで、他にも候補はあったが橋田の出したこの名前が採用された。
未来ガジェット13号機（名称なし）
紅莉栖が開発した未来ガジェットで、ヘッドホン型の脳内測定装置。これを装着すると搭載されているセンサーが装着した者の思考や夢、妄想などを読み取り、それをディスプレイに映像化する。後述の14号機と機能が連動している。
未来ガジェット14号機：「電波ジャッカー」
橋田が開発した未来ガジェットで、250GBのボックス型の外付けハードディスクにアンテナを搭載した物。周辺のディスプレイに対して電波ジャックを行うことが可能で、ハードディスク内部に記録されている映像や画像、音声などを強制的にディスプレイに再生させる。ただし電波ジャックが可能なのはアナログ電波のみで、しかも効果範囲は秋葉原全域のみである。
この機器は前述の13号機と機能が連動しており、13号機のセンサーが記録した思考や夢、妄想などの記録データを読み取ってハードディスクに記録し、それをアナログ電波で流すことが可能になっている。さらにタイマーをセットすることで指定時刻になったら自動的に電波ジャックを行うことも可能。

### 『線形拘束のフェノグラム』の未来ガジェット
未来ガジェット15号機：「ドッキング・ママ」
天王寺が秋葉原周辺の町工場に1億円かけて作らせた未来ガジェットで、綯の母親の代わりとして作られた女性型アンドロイド。正式には未来ガジェットではないのだが、岡部がその場のノリで15号機として認定した。
人工知能を搭載しており片言ではあるが会話が可能であり、さらに飲み物の供給機能も有している。だが見た目はアンドロイドというよりも不気味なロボットとも言える代物であり、綯に怖がられて突き飛ばされてしまい、振動で回路がショートし動かなくなってしまった。
名前の由来は料理漫画の「クッキングパパ」から。

### 劇場版の未来ガジェット
未来ガジェット10号機：「クールビジター」
岡部が開発した未来ガジェットで、冷凍庫に複数の小型扇風機を取り付ける事で、冷凍庫の冷気を部屋中に循環させて涼しくする物。ただし橋田曰く「モーターの放熱のせいで扇風機を回すのと涼しさは大して変わらない」。
未来ガジェット9号機：「宇宙標準時計」
ノベライズ版に登場。ラボメン試験という名の思い出作りのために岡部の指示で紅莉栖が開発した未来ガジェット。16進数で6桁表示された、いわば16,777,215粒の砂が入った砂時計のような機械。紅莉栖によれば予算は5000円。

### その他の未来ガジェット
未来ガジェット102号機か103号機？：「ゴーグルグラス」
「ROBOTICS;NOTES DaSH」にて登場する。102号機か103号機か、ナンバリングは定かではないと説明している。10年後の橋田至が普段からかけている眼鏡であるが、横にあるボタンを押すと、レンズ上に幾何学模様が浮かび上がり、水着の部分だけが隠れてしまい、水着姿の少女たちが裸に見えてしまう機能が付いている。視力自動補正付きであり、むしろそちらのほうが凄いのだが、技術の無駄遣いである。
未来ガジェット204号機：「FG204 2nd EDITION Ver2.31」
α世界線の2033年の未来において開発された小型船。FGはFuture Gadgetの略で、FG204とはこの機体が未来ガジェットの204号機であることを意味している。カー・ブラックホール理論によりタイムトラベルが可能。
1行程度の文字列を過去に送ることしかできない「電話レンジ（仮）」や、未来の記憶を過去に転送するだけだったタイムリープマシンとは異なり、搭乗者の物理的肉体と船内に持ち込んだ物品をそのまま過去に持ち込むことができる、正真正銘のタイムマシン。
出現地点はVGL（局所重力）ロックシステムにより、現在地点の局所重力を読み込んで局所重力正弦波をそれに固定する計算をすることで局所場指定をしており、公転や自転などの影響を受けないが元と同じ場所にしか出現できない。また、タイムマシンとしては欠陥品であり、過去へ飛ぶことはできても未来に戻ることはできない。
実際のジョン・タイターの発言に登場するタイムマシンの名称は「C204」であり、本編にもこの名称（CはChristinaの略）が登場する。また、『ドラマCDβ 無限遠点のアークライト』にはタイムマシン「C203」が登場し、『劇場版 Steins;Gate 負荷領域のデジャブ』にはタイムマシン「OR204」（言及はされないが、プレートが映る。こちらの製作者は牧瀬紅莉栖。前述の「C」と劇場版の内容からORはOkabe Rintarouと推測される）が登場する。なお、後述の「C」及び「OR」は完成品であるため、未来に戻ることも可能である。

## 厨二病関連
厨二病（ちゅうにびょう）
「中二病」とも。思春期の少年少女に見られる少し不思議な行動や言動。あるいは思春期を過ぎてもそのような振る舞いをする人へのからかいの言葉。元々はあるラジオ番組のリスナー投稿コーナー用の造語であり、自虐ネタの一環だったがインターネット上で広く認知されてからは意味が変化、多様化し、現在では主にネット上にてレッテル貼りや侮蔑目的で使われることの多いスラングと化しており、同時に何種類もの派生言語が存在している。ネット用語で同じく蔑称の「厨房」と意味が混同されることも多く、「厨」という文字は厨房や○○厨と言う蔑称に掛けて中二病の「中」を捩ったものである。
作中では主に倫太郎、フェイリスが該当し、他にもそれに近い言動をする者も登場する。厨二病と一括りに言ってもその定義は曖昧且つ多岐に渡る為、その内容は幾つかのカテゴリに分類され、この二人の場合は自分に漫画やアニメのような能力があると設定付ける「邪気眼」に相当する。ただし、倫太郎もフェイリスもそれを自覚した上で意識的にそう演じているだけである。また、倫太郎の厨二病であると言う特徴は物語終盤で意味を持つようになる。
厨二病（中二病）をストーリーに取り入れた理由として、シナリオ担当の林は本作のテーマの一つが「中二病ってイイじゃん」であり、「中二病の魂を呼び覚ますストーリーにしたかった」と答えている。また、前作『CHAOS;HEAD』では主人公に「中二病を捨てて現実を見る」と言うテーマを持たせていたが、それに対するアンチテーゼにもなっている。
エル・プサイ・コングルゥ
岡部が別れの挨拶として常用している言葉で、特に何の意味もない岡部の造語。岡部にとっては日常の習慣となっており、異常な状況に直面した際に平常心を取り戻すために使うこともあるという。モチーフは岡部と同様、「食堂の男」の小噺に由来している。この食堂の男は、「それが世界の選択か……」と寂しそうに呟き、携帯で電話するフリをして「俺だ、奴らはどうやら俺達とやる気らしい……」「あぁ、わかってる。あいつなりの考えだな。ラ・ヨダソウ・スティアーナ」と呟くというもの。
本作において、「携帯電話」が重要なアイテムとなることから、2ちゃんねるを見ていたスタッフが「食堂の男」のスレッドをたまたま見つけて、その厨二病すぎる言動から作品内のネタの一つとして採用されたという。
元ネタに近い「ラ・ヨーダ・スタセッラ」という言葉も作中で岡部が使用している。
運命石の扉（シュタインズ・ゲート）
なにかしらの選択肢に直面、あるいは選択した際に岡部が発する単語。「これが運命石の扉（シュタインズ・ゲート）の選択か…」のような台詞として使われる。作中ではシュタインはドイツ語でゲートは英語というちゃんぽん的用法であることを紅莉栖が指摘している。岡部の造語なのでこれ自体は何の意味も持たない。。しかし本作のタイトルを冠する通り、最終局面において最も重要なキーワードとなる。
上記と同じく、2005年2月に2ちゃんねるに書き込まれた「食堂の男」がモチーフとなっている。
機関
岡部をつけ狙っているとされる敵組織。岡部にとって困ったことがあった時、それは機関の差し金であるとされる。物語当初は岡部の想像上の存在であるはずであった。

## 陰謀論関連

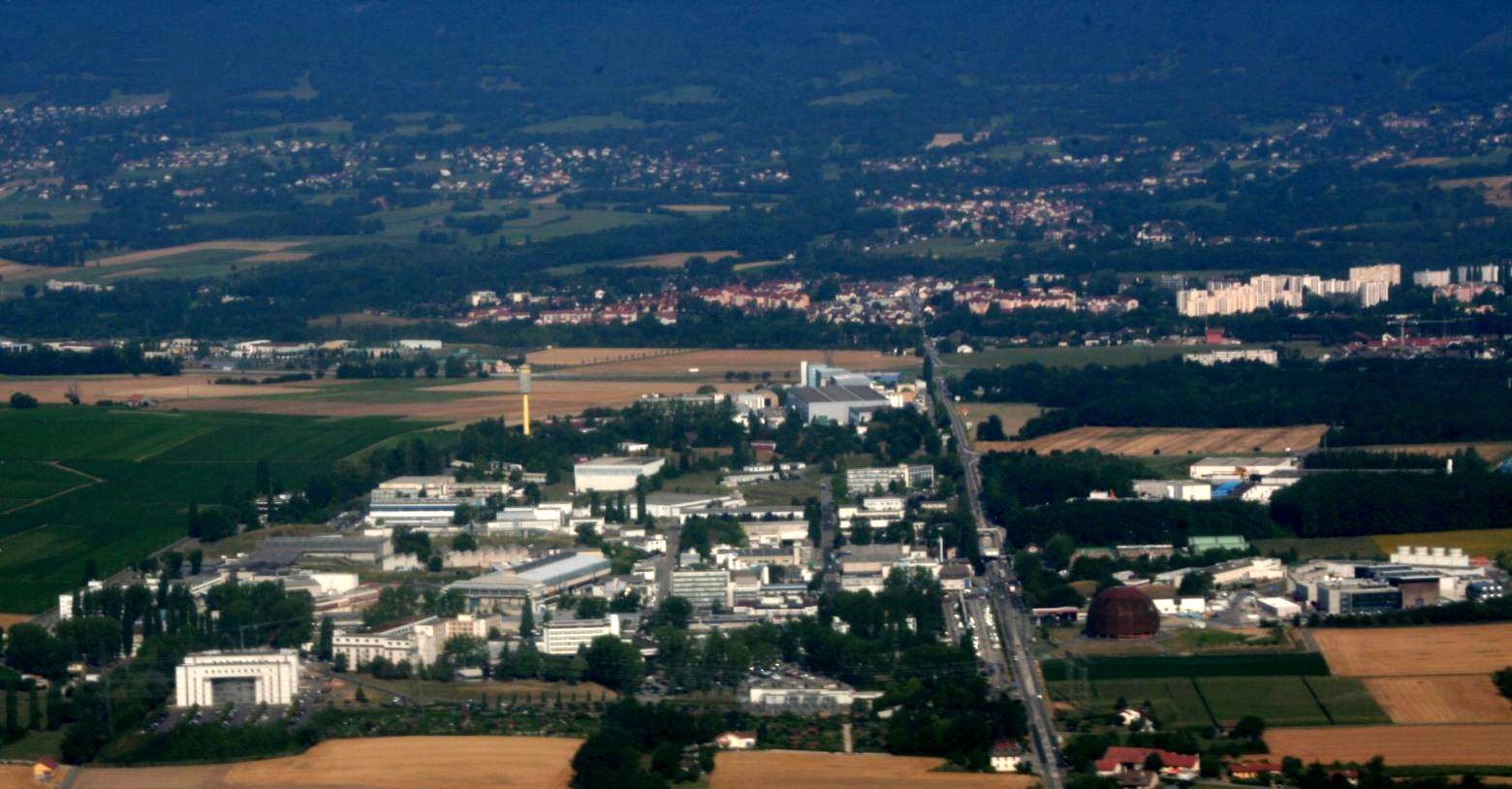
作中に登場するSERNのモチーフとなった、欧州原子核研究機構CERN。

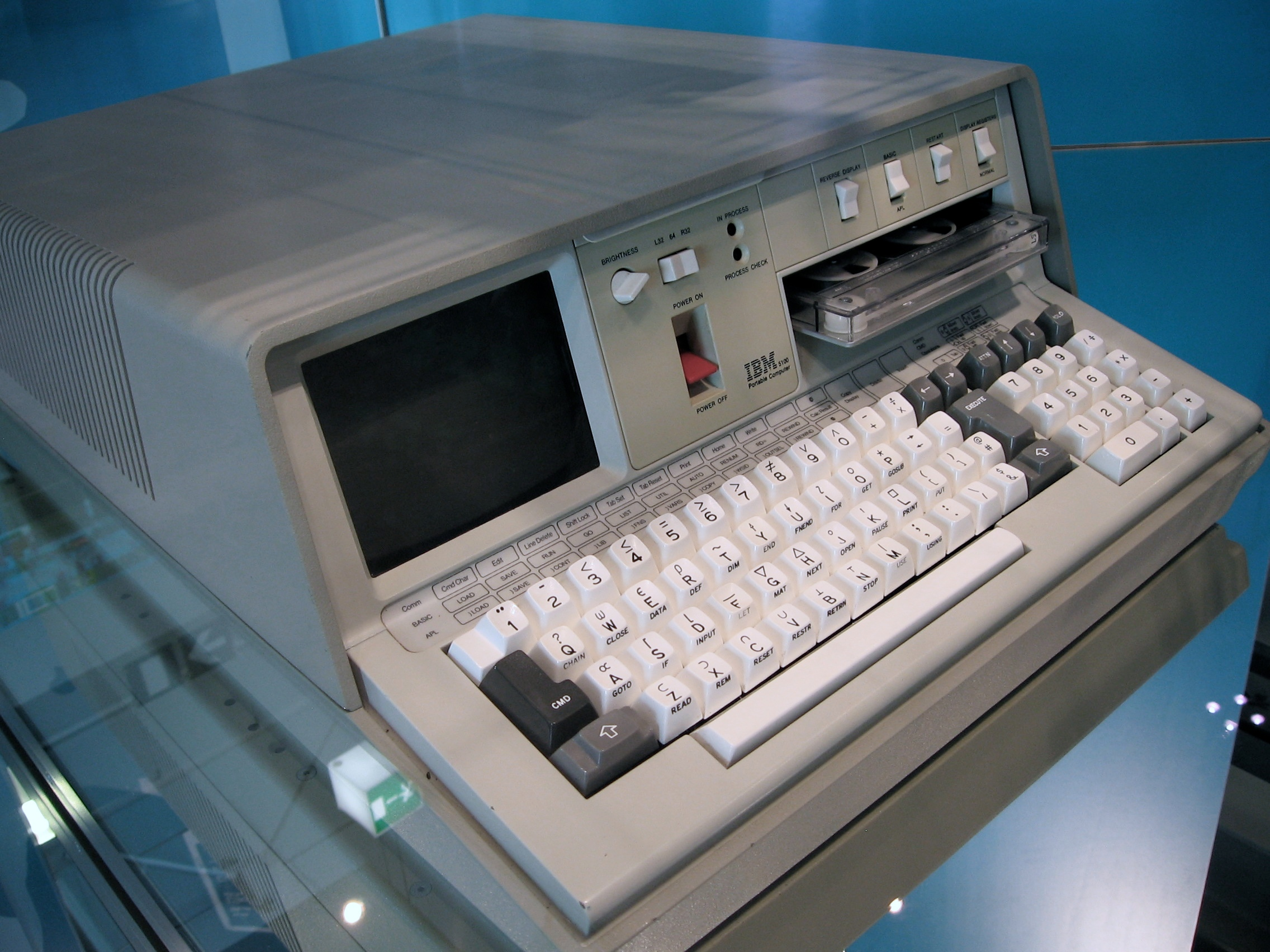
作中に登場するIBN 5100のモチーフとなった、現実のIBM 5100。

SERN（セルン）
SERNとはスイスとフランスの国境地帯にある、欧州原子核研究機構の略称であり、世界最大規模の素粒子学研究所である。世界最大の粒子加速器であるLHCを使った、マイクロブラックホール生成実験を2008年から開始したと発表している。しかしネット上に現れたジョン・タイターは、実際は2001年からLHCを稼動させてマイクロブラックホール生成にも成功済みなことを隠していて、2034年にはタイムマシンを完成させ世界を支配してディストピアにしてしまうと人々に訴えかける。
なお現実のジョン・タイターの発言に登場する、現実における欧州原子核研究機構の略称は「CERN」。
ラウンダー
名目上はSERNとは独立した別組織であるが、SERNの命令により動く秘密組織。「技術調査班」という位置づけではあるが、実態は汚れ仕事もこなす何でも屋。傭兵として暗殺や誘拐、テロ活動や破壊工作など、非合法な活動も行っている。
メンバーは世界中に散らばっており、SERNの機密保持のために、SERNの機密データベースへのハッキング＆暗号解読機でもある「IBN5100」を回収すべく、常に情報収集のために暗躍している。また、タイムマシン研究をしている個人や組織を握りつぶし、研究者をSERNに強制連行して無理やりにでも協力させることも、任務の一つとされる。
2036年においても、SERNの実働部隊として存在しており、鈴羽の所属するレジスタンスとも戦っていたという。
IBN 5100（アイビーエヌごせんひゃく）
ジョン・タイターや萌郁が探しているという幻のレトロPC。定価2万ドルで1975年発売。
元ネタは、実際のジョン・タイターがそれを求めてタイムトラベルしたというIBM 5100で、レトロPCというよりプレPC時代のコンピュータ。IBM 5100独自の機能として、プログラミング言語をAPLかBASICのどちらかを選択して利用可能であった。
日本IBMとのコラボアニメ『聡明叡智のコグニティブ・コンピューティング』ではIBN 5100ではなく、IBM 5100が登場している。
エシュロン
陰謀論で存在がささやかれている通信傍受システム。SERNはこれを使って他のタイムマシン研究者の情報を収集している。原作ゲームでは実名で登場するが、アニメ版ではエシュロンの名はぼかされている。
300人委員会
SERNの背後にある組織。前作『CHAOS;HEAD』にも登場している。アニメ版では言及されない。

## タイムトラベル関連
タイムトラベル11の理論
紅莉栖の講演の主題で、冒頭からタイムトラベルの可能性を否定している。タイムトラベルは11の理論が挙げられているが、理論によっては別の理論で否定されたものもある。彼女は全ての理論を否定するが、実現できそうなものとして宇宙ひもとワームホールの理論を挙げている。
本作では、「カー・ブラックホール理論」によるDメール、タイムリープ、タイムマシンなどが登場しており、キャッチコピーでは「神をも冒涜する12番目の理論」と形容される。
カー・ブラックホール
「自転するブラックホール」を指す。質量がこのブラックホールのリング状特異点を通過することで相転移により時間の移動が可能になるとされているが、仮説の域を出てはいない。
バタフライ効果（バタフライ・エフェクト）
オープニングで岡部が発した台詞で、作中でもたびたび話題に挙がる概念。
目の前の些細なことが、後に遠く離れた場所で起こる大きな事件の要因になるというものの例えで、橋田は「風が吹くと桶屋が儲かる」に例えている。
後述のDメールはごく限られた文字情報を過去に送ることしかできないが、それによって秋葉原から文化が失われ遠景が大規模に変わる、10年以上生きている人物の性別が変わるといった形でバタフライ効果が現れていた。
シュレディンガーの猫
単に「猫」とも。
実際に観測されるまで出来事は確定しないことを表す言葉。
作中では「誰にも観測・認識されていない部分は結果が確定していないが、それを観測する行為によってその後の結末が変化する」という意味で使用された。
Dメール（ディーメール）
電話レンジ（仮）を用いて過去に送ることができる電子メール（詳細は「ストーリー」を参照）。ダルが候補として挙げた「デロリアンメール」を紅莉栖が略して命名された（ゲーム開発者による命名理由は、EメールのEの前の文字であるD）。本作の物語における重要な鍵となるものだが、ごく限られた文字数しか送れない。Dメールを送信し、メールの受信者が過去においてメール本文を見た影響で行動が変化し、結果が改変された場合、改変後の現在では同内容のDメールは送信されなかったことになり、受信したメールがあるにもかかわらず送信履歴は残らない。結果が全く変化しなかった場合は現在も改変されないため、送信履歴は残る（劇中の一部のDメールのように最終的な結果に変わりがなくとも過程が変更されている場合は、世界線の移動や記憶の改変は起きていなくても送信履歴が残らない）。
タイムリープ
本作では、記憶のみを過去に送ることをタイムリープと呼び、タイムマシンで物をそのままタイムトラベルさせるのと区別している。『CHAOS;HEAD』に登場したVR技術（ヴィジュアル・リビルディング。人間の記憶や感覚の読み書きが可能なヴィクトル・コンドリア大学精神生理学研究所の特許技術。理論上は人工衛星から地上の人間に対しても可能）を電話レンジ（仮）とLHCに応用して、過去の携帯電話に向けて通話用電波として発信する。記憶の神経パルス信号だけではなく脳が記憶を思い出すトップダウン記憶検索信号も送ることで、過去の自分が未来の記憶を思い出すという形になる。
VR技術による記憶の上書きは、記憶保存から48時間以上時間が離れた脳への使用は物理的な状態の齟齬が大きすぎて障害を引き起こす可能性が高いが、48時間前に記憶を送ったのちに再び48時間前へと連続使用することは可能。つまりタイムリープマシンが完成した時刻から遡って48時間前まで戻ることが実質的な限界となっている。
ただし「負荷領域のデジャブ」に登場するタイムリープマシンには「48時間が限界ではない」旨の発言を製作者である牧瀬紅莉栖がした後に実際に使用され、タイムリープマシン完成から234時間(約10日)を一度のタイムリープで遡っており、「シュタインズ・ゲート ゼロ」において未来で改良された装置では2週間の遡行が可能とされているため本編の48時間の制約は改良の余地がある事が示唆されている。
タイムリープマシンを使用すると、記憶とともに意識も過去に送信されるため、使用者の主観は送信元の時間から離れ、送信先の過去の時間から継続される。

## 世界線関連
世界線
過去から未来までを含んだ1通り世界の歴史。様々な可能性が重ね合わせになっており完全に決定論的ではないが、別の過程を経ても収束と呼ばれる現象により場合によっては奇跡的な偶然が起こるなどして決まった結果に行き着く。他の歴史の可能性も可能性世界線として存在していて、なんらかの事態で歴史が変わるようになればそれに沿った別の世界線の世界へと再構成される。そのため、可能性が存在しているだけでパラレルワールドは存在せず、世界は常に1つのみとされる。
なお、作中においてジョン・タイターがフェイク情報として別の世界線はパラレルワールドとして存在するという内容を語っており、これは元ネタである実際のジョン・タイターが語ったworld lineと同様の内容。
世界線収束範囲（アトラクタフィールド）
世界線ごとに異なる収束が巨視的にほぼ同じになっている世界線のまとまりで、1つの収束範囲内に数億本の世界線が重ね合わせになっている。大きな歴史的事件ごとの可能性によって別々のアトラクタフィールドが存在している。アトラクタフィールド同士もさらに巨視的に見ればほぼ同じ収束になっている。
アトラクタフィールド理論
世界線と世界線収束範囲の根拠となっている理論で、2020年の未来に提唱された。タイムマシンが開発された未来では実証されているとされる。
世界線変動率（ダイバージェンス）
世界線が移って世界が再構成された際の差異を数値として表したもの。作中に登場するダイバージェンスメーターの数値は基準値が記録された世界線を0.000000%とした相対値に過ぎないが、世界線収束範囲は約1%ごとの範囲となっている。
0%台のアトラクタフィールドをα、1%台をβと置いており、αであればアトラクタフィールドα、それに属する世界線をα世界線と呼ぶ。設定上、2%台ならγ世界線、3%台ならδ世界線となっており、マイナス0%台の場合はギリシア文字の大文字を使用してΩ世界線となっている。
ダイバージェンスメーター
α世界線の2021年において開発されたタイムトラベル時に世界線変動率を測定して表示する装置。元の世界線の値を0.000000%、β世界線を約1%と置いている。数値の表示にはニキシー管が用いられている。岡部は、かつてジョン・タイターがネット上で説明したタイムマシンの原理の記憶を元に開発した。まず局所重力の基礎読み込みをしておき基準値にして、タイムトラベル後にメーターは局所重力正弦波を発生させてカー・ブラックホール理論を再現、搭載された重力歪曲装置で重力を測定して変動率を計算する。
なお、影響がほぼ無い過去改変では0.000001%すら数値は動かず、僅かに変化した点があるにもかかわらず記憶は再構成されないという現象が発生する。
運命探知の魔眼（リーディング・シュタイナー）
上記の誰の記憶も再構成されない現象とは違い、他の人間の記憶は再構成されたにもかかわらず岡部の記憶だけ元のままだったという現象に対して、魔眼に宿る力で察知したと言う厨二病設定で岡部自ら名付けた能力名。変動前の世界線の記憶を失わずに維持できる反面、再構成された世界線に沿った自分が持っているはずの記憶は得られない。ダイバージェンスメーターの所持者がこの能力を持たない場合、メーターの数値が変動しても「ずっと前からこの数値のまま変化していない」と認識してしまうためメーターを使いこなすことができない。
さらに狭義では、世界線変動率が変わる際に目眩を伴うものを指す。
広義には、別の世界線の記憶が夢やデジャヴとしてかすかに現れることも含む。これは岡部のみならず全ての人間に起こる可能性があり、劇中でも複数名にこの現象がおきている。
本編では完璧な能力としては岡部しか持っていない力だったが、劇場版では岡部を助ける為にタイムリープを行ったことがきっかけとなり、紅莉栖もこの能力に目覚めている。
更に「ゼロ」ではフブキと阿万音 由季がその片鱗を見せた

### 世界線一覧
アトラクタフィールドα（α世界線）
世界線変動率0%台。本編ストーリーは、主にこのアトラクタフィールドにある世界線で展開される。
紅莉栖は生存し、まゆりは2010年8月中旬までに死ぬ。世界線によっては萌郁と天王寺も2010年8月中旬までに死亡し、綯がラウンダーの一員となり、るかが女性として産まれる。岡部は2025年に死亡。ダルは2033年に未完のタイムマシン「FG204型」を遺し死亡したため、鈴羽は父親を知らない。2034年にSERNがタイムマシンを完成させることでディストピアが構築される。
アトラクタフィールドβ（β世界線）
世界線変動率1%台。本編開始時の世界線が含まれているアトラクタフィールド。物語中盤において岡部が目指すべき世界線とされるが、実際は重大な諸問題が解決しない。ドラマCD β『無限遠点のアークライト』・外伝小説『閉時曲線のエピグラフ 』・ゲーム版『STEINS;GATE 0』などは、この世界線でストーリーが展開する。
紅莉栖はラジ館で死亡。岡部たちとラウンダーや萌郁との接点はない。中鉢論文が明らかになりそれを遠因として2025年ごろに第三次世界大戦が起こる。岡部は2025年に、2010年の自分宛のDメールでシュタインズ・ゲートの存在を知らせた後に死亡。ダルは死亡することなく完全なタイムマシン「C204型」（または「C203型」）を完成させ、鈴羽も父親を知っている。
アトラクタフィールドγ（γ世界線）
世界線変動率2%台。『ドラマCDγ 暗黒次元のハイド』に登場。
2000年問題による大惨事「2000年クラッシュ」が発生し、それ以降の歴史が大きく異なる。なお現実のジョン・タイターは深刻な2000年問題の到来に言及していた。
岡部は萌郁とともにラウンダーの一員で、性格や嗜好も異なる。まゆりは不治の病に罹っている。α世界線と同様に2034年にはSERNによるディストピアが誕生するが、岡部は2025年に死なず、2036年までに300人委員会の一員となる。
アトラクタフィールドδ（δ世界線）
世界線変動率3%台。『比翼恋理のだーりん』の舞台になっているアトラクタフィールド。
紅莉栖もまゆりも死なず、天王寺と萌郁はラウンダーでは無い（世界線によってはラウンダーである場合がある）。鈴羽と萌郁がラボメンの一員となっており、鈴羽の紅莉栖への激しい憎悪が無くなっている。未来の詳細は不明。
アトラクタフィールドΩ（Ω世界線）
世界線変動率マイナス0%台。フェイリスENDの世界線。フェイリス以外の登場人物は岡部との思い出が完全に消えており、電話レンジ（仮）も存在しない。未来の詳細は不明。
シュタインズ・ゲート
世界線変動率1.048596%。アトラクタフィールド同士の狭間にある境界面上。シュタインズ・ゲートの世界線は収束の影響を受けることがない。本編のトゥルーエンディングの世界線であり、最終的に目指すべき世界線。
紅莉栖もまゆりも死なない。岡部たちとラウンダーとの接点はないが萌郁とは知り合う。紅莉栖とは紅莉栖の死を防いでから2010年9月に再会するまで接点がなく、鈴羽はタイムトラベルして来ない。また次回作「ROBOTICS;NOTES」の舞台となる世界線でもある。
『変移空間のオクテット』は本編のシュタインズ・ゲートの世界線より少しずれた世界線が舞台になっている。
R世界線
世界線変動率1.048595%。劇場版で岡部が迷い込む世界線である。人間が1人もおらずライフラインも完全に遮断されており、全てが停滞した世界となってしまっている。
リーディングシュタイナーによる過負荷により岡部はこの世界線に飛ばされてしまうが、紅莉栖によって助けられる。
世界線変動率4.456441%
『線形拘束のフェノグラム』で岡部が迷い込む世界。紅莉栖もまゆりも死なないが、まゆりが行方不明となり、岡部が闇金融から300万円もの大金を借りている。岡部の携帯電話に全く身に覚えの無いアドレスから、まゆりを誘拐したことを示唆するDメールが送られる。萌郁がラウンダーでは無くなっており、携帯電話依存症ではなく岡部たちとの接点も無い。

## 雷ネット
雷ネット翔（らいネットかける）
マンガ雑誌「ロコロココミック」で連載中の同名マンガがアニメ化されたもの。主人公はカケル（夢原翔）、ヒロインはキラリ（西村煌里）。
凄腕の小学生ハッカーでありネットの平和を守る有志の集まりネット・ガーディアンの一員でもあるカケルが、学校の仲間たちと過ごしながらネット上の事件を解決していき、やがてこの世に9体存在してウィルスを超越した能力を持ち全て入手すればネットを支配できるという伝説のモンスタープログラムを巡る戦いに巻き込まれていく。
低年齢層向けのようであるが、インターネットの危険性等に触れ、高年齢層にも楽しめるような工夫がなされた超人気アニメ。
まゆりや橋田、フェイリスもハマっており、るかもハマり始めている。
アニメ第14話からの第2期主題歌「マスカレード 〜ノア第三章列王新世紀編より〜」は、『CHAOS;HEAD』の登場人物でもあるFES（岸本あやせ）が率いるバンド「ファンタズム」が担当してメジャーデビューしたという設定。
雷ネットアクセスバトラーズ
雷ネット翔から派生した戦略カードゲーム。雷ネットABと略される。世界規模で爆発的に流行しており、大規模な大会等も開催されているようである。
ルールはガイスターに酷似しており、板状で駒として動かす「リンクカード」と「ウイルスカード」、手札として特殊効果を及ぼす「ターミナルカード」を使用して対戦する。リンクカードとウイルスカードは互いに伏せた状態で任意に初期配置してプレイを開始して、先に相手のリンクカードを4枚奪うか、相手にウイルスカードを4枚取らせる、あるいは相手のサーバー中心部（盤面の最奥）に自分のリンクカードを4枚侵入させると勝利となる。
運ではなく個人の力量が勝敗を大きく左右するため、プレイヤー層は子供よりも大人が中心となっている。
現実世界でも2011年8月にコミケ80の5pb.企業ブースで上記設定を元にしたPC用ゲーム（2人対戦用デジタルボードゲーム）として限定発売された。同年12月にはルールを微改訂して全国の特定ショップでも一般販売（GigasDrop.レーベル）。
うーぱ
雷ネット翔のマスコットキャラクター。丸っこい形状に小さな耳が生えている。カケルのサブノートパソコンにデスクトップアクセサリとしてインストールされているバーチャルペットだが、実はモンスタープログラムの1体という設定。
その愛らしさからか若い女性にも人気があり、レアなうーぱグッズは高価で取引されているようである。
IBMとのコラボ作品『聡明叡智のコグニティブ・コンピューティング』では本キャラクタの"実物大"のコグニティブ・コンピューティング端末が登場し、紅莉栖とまゆりとがラボでの料理と相成る話(第1話『クッキング編』)がある。

## モチーフとなった実在の事物

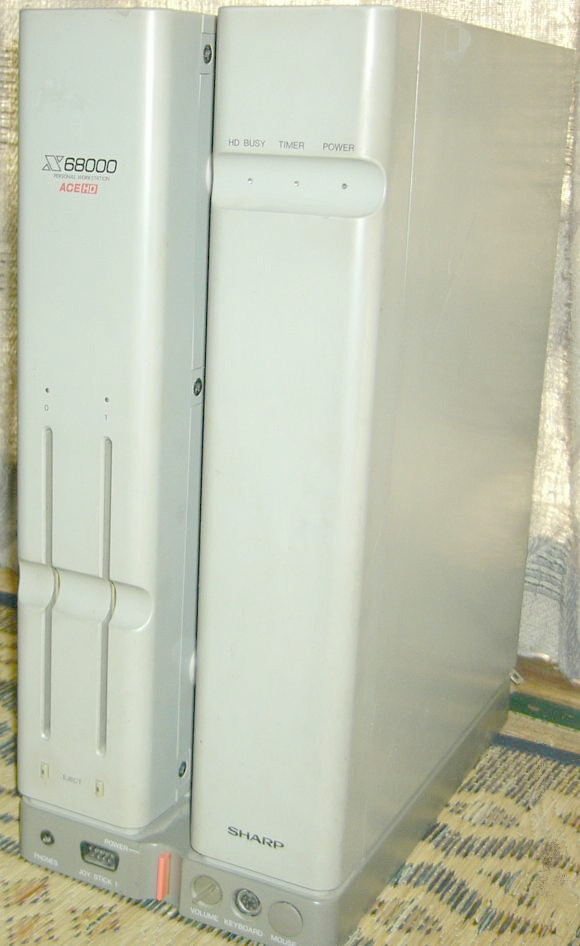
X68000ACE-HD(1988年)

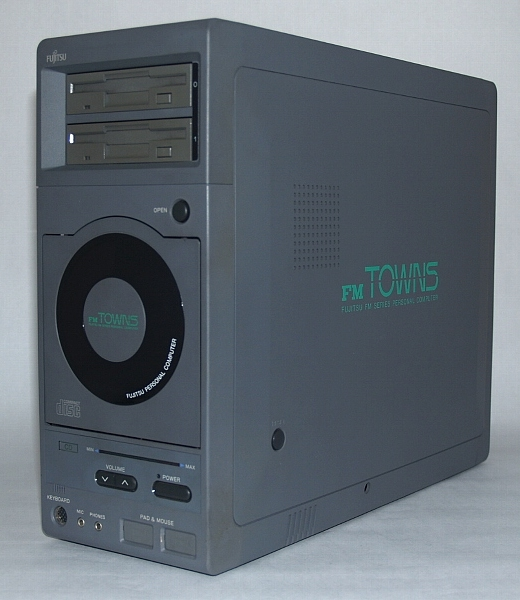
FM Towns 2F

作中には実在の事物も登場し、虚実入り混じった物語が描かれる。以下では本作のモチーフとなった実在の事物と、本作との関わりについて説明する。
@ちゃんねる（あっとちゃんねる）
岡部や橋田が閲覧している巨大電子掲示板サイト。前作『CHAOS;HEAD』にも登場。
日本のインターネット電子掲示板2ちゃんねるが元ネタだが名前が違うだけで、使用される用語やスラング、罵り合いや殺伐とした雰囲気などは殆ど忠実に再現されている。
ウキウキペディア
STEINS;GATE 0で岡部が閲覧していた巨大百科事典サイト。
食堂の男（しょくどうのおとこ）
『STEINS;GATE』の主人公、岡部倫太郎のモデルになった人物。日本のインターネットの電子掲示板2ちゃんねるのモテない男性板のスレッド「カッコいいと思ってやってる・やってた行動6」に、2005年2月25日の日付で投稿者自身の体験談として書き込まれたもので、その後コピー・アンド・ペーストされてインターネット上に広まった。本作『STEINS;GATE』が携帯電話を題材にしたゲームシステムであったことなどからスタッフの目に留まり、キャラクター岡部の設定に反映された。
その内容は、投稿者が大学の食堂で、誰にも繋がっていない携帯電話を手に独り言を呟き、自分を国家権力者と渡り合える存在であるかのように見せかけたり、意味深に「世界の選択」なるキーワードを持ち出したり、特に意味の設定されていない「ラ・ヨダソウ・スティアーナ」なる別れの合言葉を呟いたりしていた、という過去を述懐するもの。
X68000
1986年にシャープが発売した日本製の16ビットパソコン。通称「ペケロッパ」と呼ばれ、後に32ビット版も発売されている。作中では、「マンハッタンシェイプ」と呼ばれる左右分割ツインタワー型が登場しており、ダルの愛機としてハッキング用・エロゲー用として活用されている他、電話レンジのホストコントローラとして使用されている。
ビジネス用途などではPC-9800にシェアで劣るものの、グラフィック系・サウンド系の機能が秀でていたことから、ホビーパソコンとしてグラフィック・音楽などの制作クリエイターの間では大きな評価を得ていた。
「最高のアーケード移植マシン」とも評され、ゲームセンターで大ヒットしていた「アフターバーナーII」「スペースハリアー」などが移植され、ファミリーコンピュータなどの8ビットゲーム機を遥かに凌駕する美麗なグラフィックは、当時のアーケード系ゲーマーから熱烈に支持されていた。
作中においても20年前のパソコンであるから相当にスペックは低いのだが、スーパーハカーであるダルの手によって相当にカスタマイズされており、SSDを搭載することで高速化が図られるなど、中身はとんでもない事になっているらしい。
FM TOWNS
1989年2月に富士通から発売された、国産32ビットのホビーパソコン。ビデオ性能を強化したり、CD-ROMドライブを搭載するなど、ゲーム用途を強く意識した製品となった。その結果、全体的な価格上昇を避けられなくなり、ホビーパソコンとしては高価に成り過ぎたきらいもある。
1993年にはインターフェイスを大幅に簡略化して低価格なマルチメディアプレーヤーとしたFM TOWNS マーティーも登場したが、この頃には独自仕様のホビーパソコンという市場も終息に向かいつつあり、同社もTowns/Windowsどちらも使用できるFMV TOWNSシリーズなどを経て、PC/AT互換パソコンに移行していった。
X68000とは互いにライバル関係であったが、同じホビーパソコンでありながらも目指していた方向性は大きく異なっていたため、最終的にFM TOWNSはエンタテイメント志向の一般的なホームユーザーを獲得し、X68000はクリエイティブ志向の先鋭的なホビーユーザーを獲得するに至った。
アニメ版ではラボのリビングのパソコンとして、「FM TOWNS」らしきパソコンが置かれている。(原作ゲームでは未登場ではあるが、そもそもゲーム版とアニメ版では、部屋そのものの配置が大きく異なっている)。ラボメンらのインターネット検索やブラウジングなどは、こちらのパソコンが使われている模様。
ジョン・タイター (John Titor)
『STEINS;GATE』に登場したジョン・タイター（=阿万音鈴羽）のモデルになった実在のジョン・タイターは、2000年11月2日にアメリカ合衆国の電子掲示板に現れた。実在のタイターは2036年から来たタイムトラベラーを自称し、未来では欧州原子核研究機構 (CERN) によりタイムマシンが実用化されていると語り、自分の任務のためにIBM 5100というパソコンを探していると説明した。また時間移動によって観測されるパラレルワールドをworld line（世界線）と呼び、元の世界とのずれがパーセンテージで表されると語った。こうしたディティールが『STEINS;GATE』の物語にも反映されており、本作の終盤に登場する「C204」「第三次世界大戦」といったキーワードも、タイターの書き込みに登場する単語である。
エシュロン (Echelon)
世界中の電話や無線、インターネット上のメールなどを盗聴し、あらゆる出来事を監視しているとされる通信傍受システム。当時、陰謀論や都市伝説上の存在として扱われることもあり、その実在の真偽は定かではなかったが、本作『STEINS;GATE』では実在するという設定で登場し、物語の発端となる出来事に関わる。現在はPRISMに見られるようにNSAによる国家規模の盗聴が実際に行われていることが明らかになっている。
ドクター・ペッパー (Dr Pepper)
作中で実名で登場する実在の炭酸飲料。作中では「ドクペ」と呼称されており、アニメ版では「ドクトル・ペッパー」と変更されている。独特な味のために好悪が分かれるとも言われる飲み物だが、『STEINS;GATE』の作中では岡部倫太郎と牧瀬紅莉栖が愛飲しているという設定で登場し、2人の関係を描く小道具としても用いられた。岡部いわく「選ばれし者の知的飲料」と称され、愛飲する者たちを「ドクトルペッパリアン」と呼んでいる。
なお、ゲーム開発陣が資料のために販売元からドクターペッパーを取り寄せたところ、送られてきたのは当時まだ発売されていなかったモデルチェンジ後のデザインのものだった。このモデルチェンジ後のドクターペッパーは本作品の発売後に発売された。アニメ版では「ドクトル・ペッパー」という名称に変更されたが、ラベルのデザインなどはそのまま踏襲された。
本作が2011年にアニメ化された際には偶然にも、本作と同じく物語の中心人物がこの炭酸飲料を愛飲しているという設定のライトノベル『神様のメモ帳』も同時期にテレビアニメ化されており、いずれの作品でも頻繁に登場したことから注目を集め、東京都内におけるドクター・ペッパーの静かなブームに貢献したともいわれる。

## モチーフとなった聖地

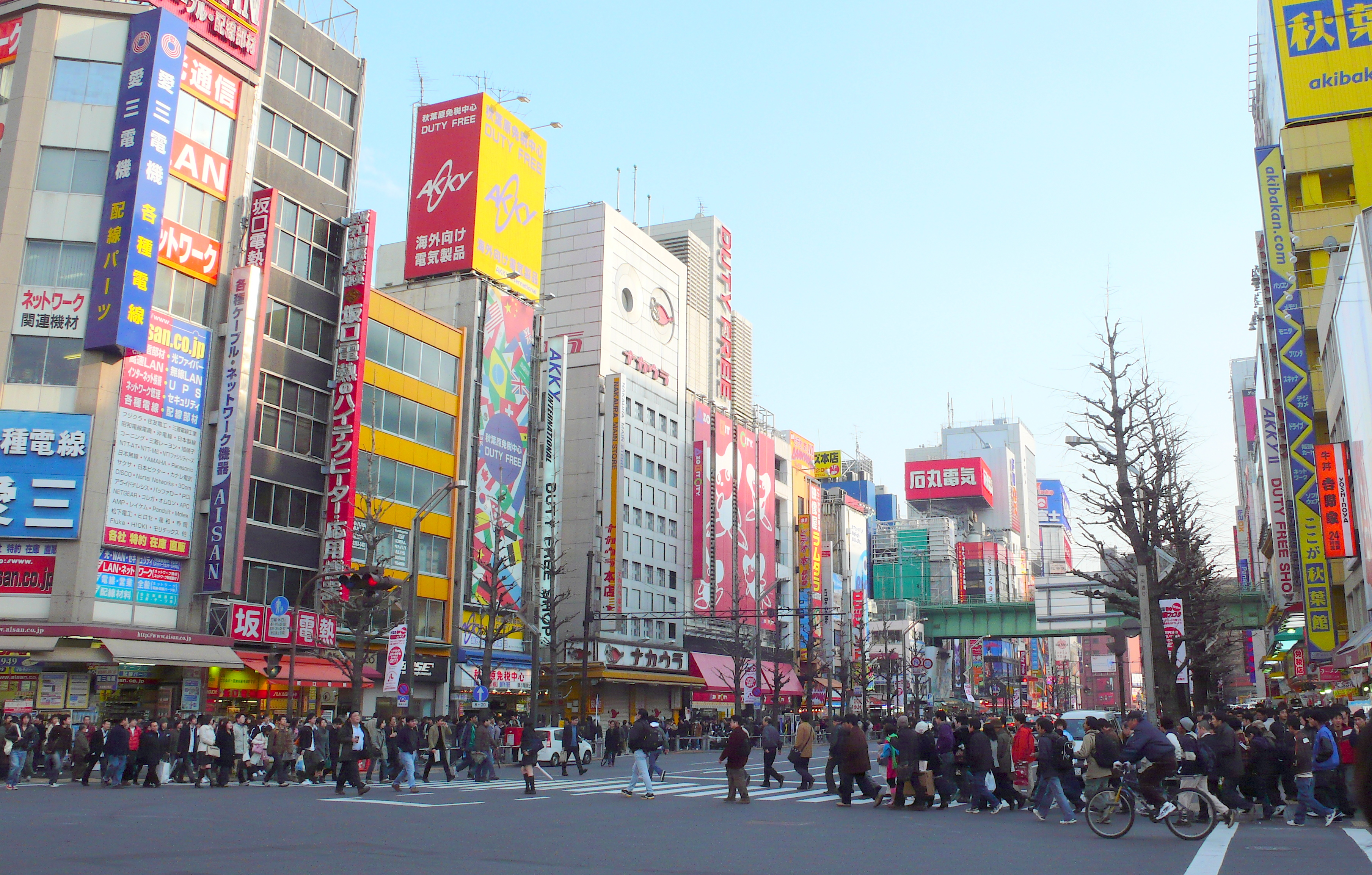
秋葉原、中央通り交差点付近

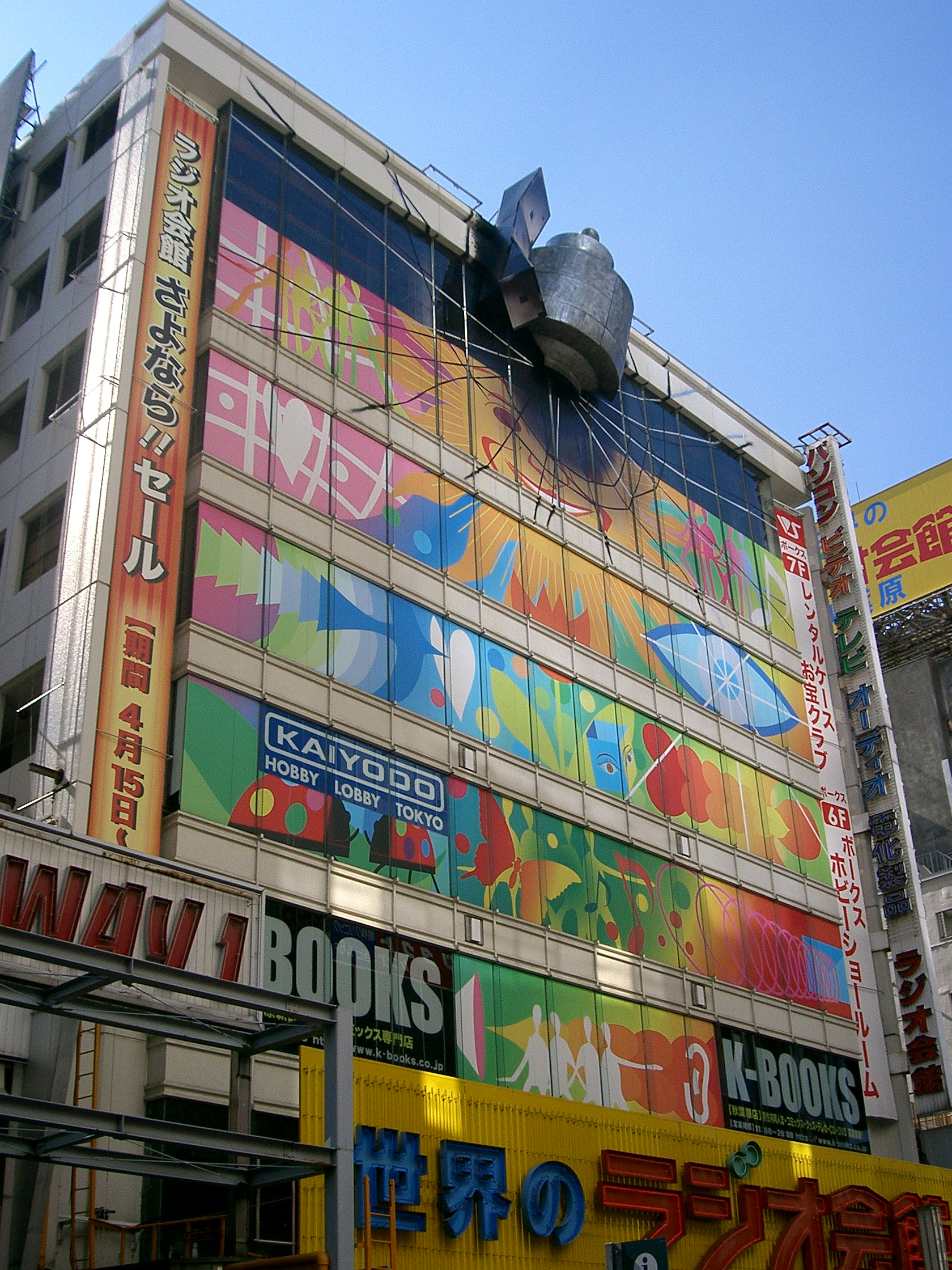
秋葉原ラジオ会館屋上のタイムマシンを模したセット（2011年10月29日）

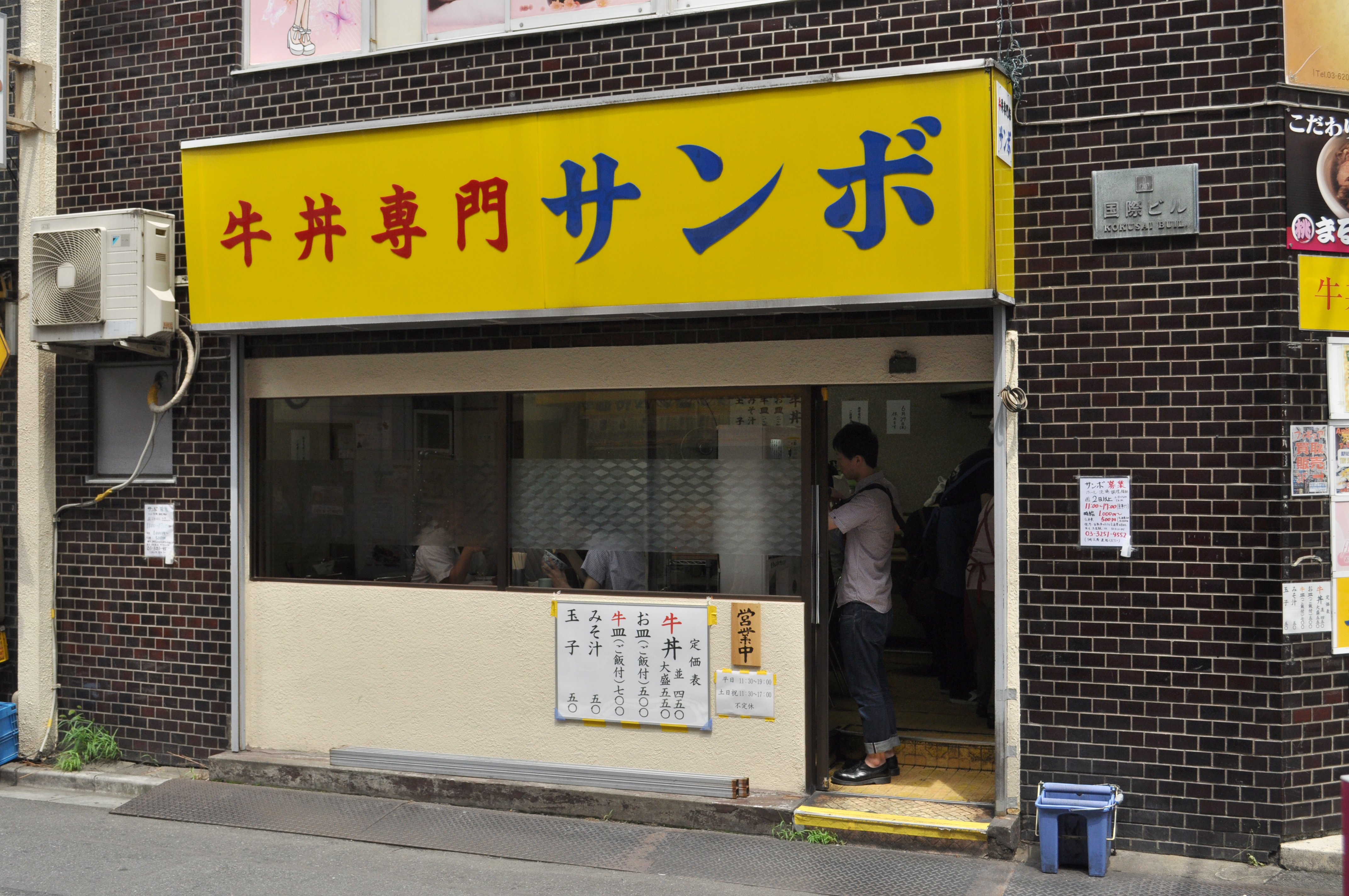
サンボの外観(2013年)

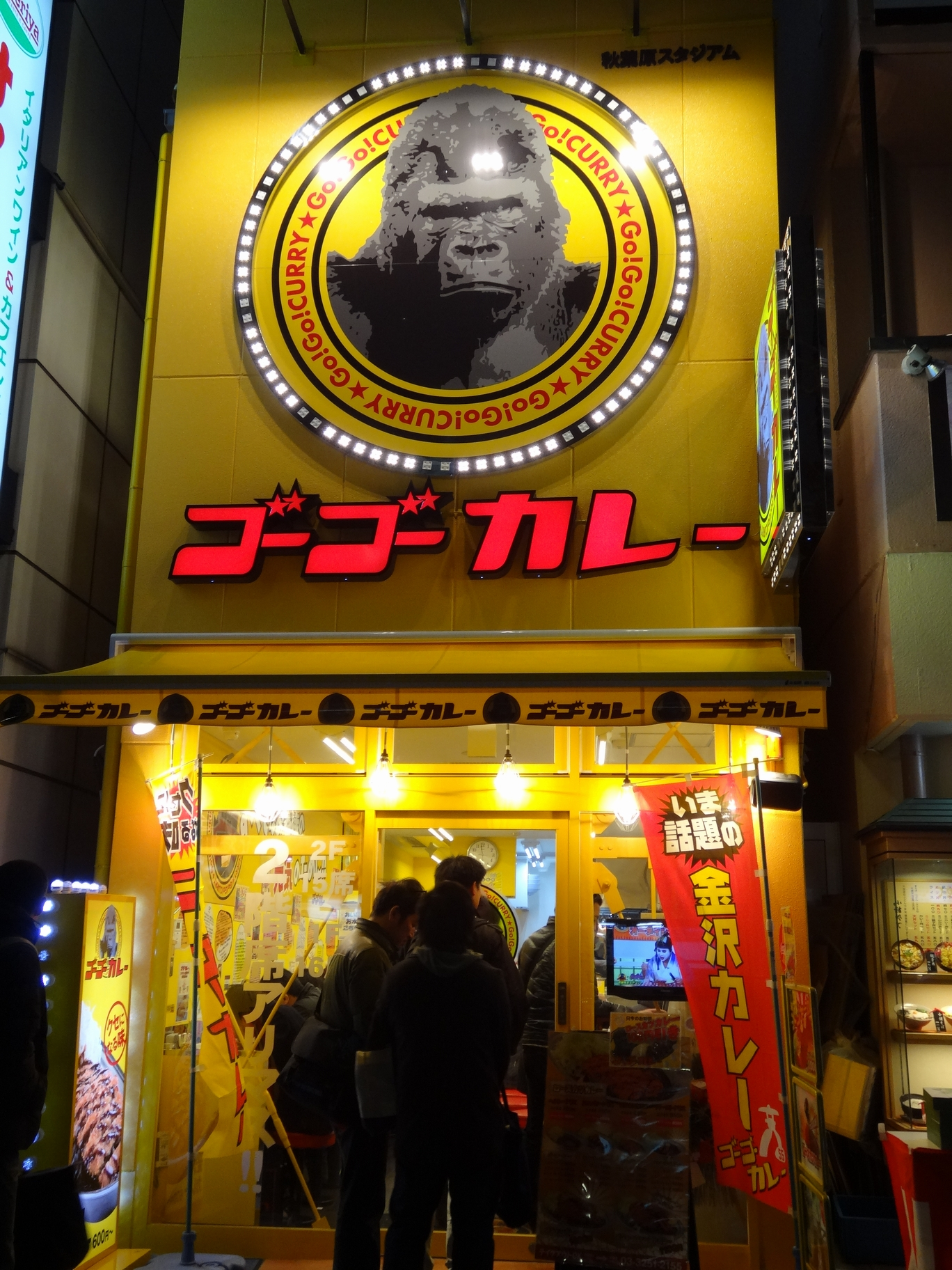
秋葉原スタジアム店（閉店）

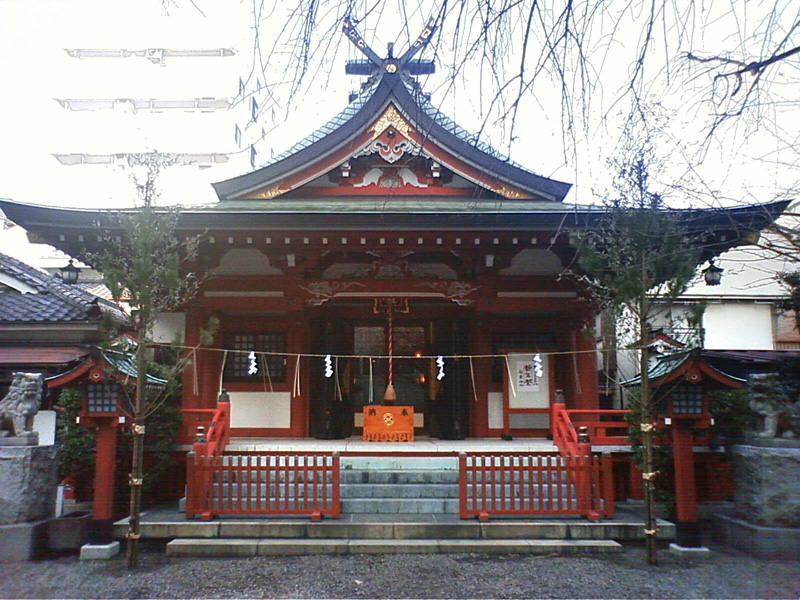
秋葉神社

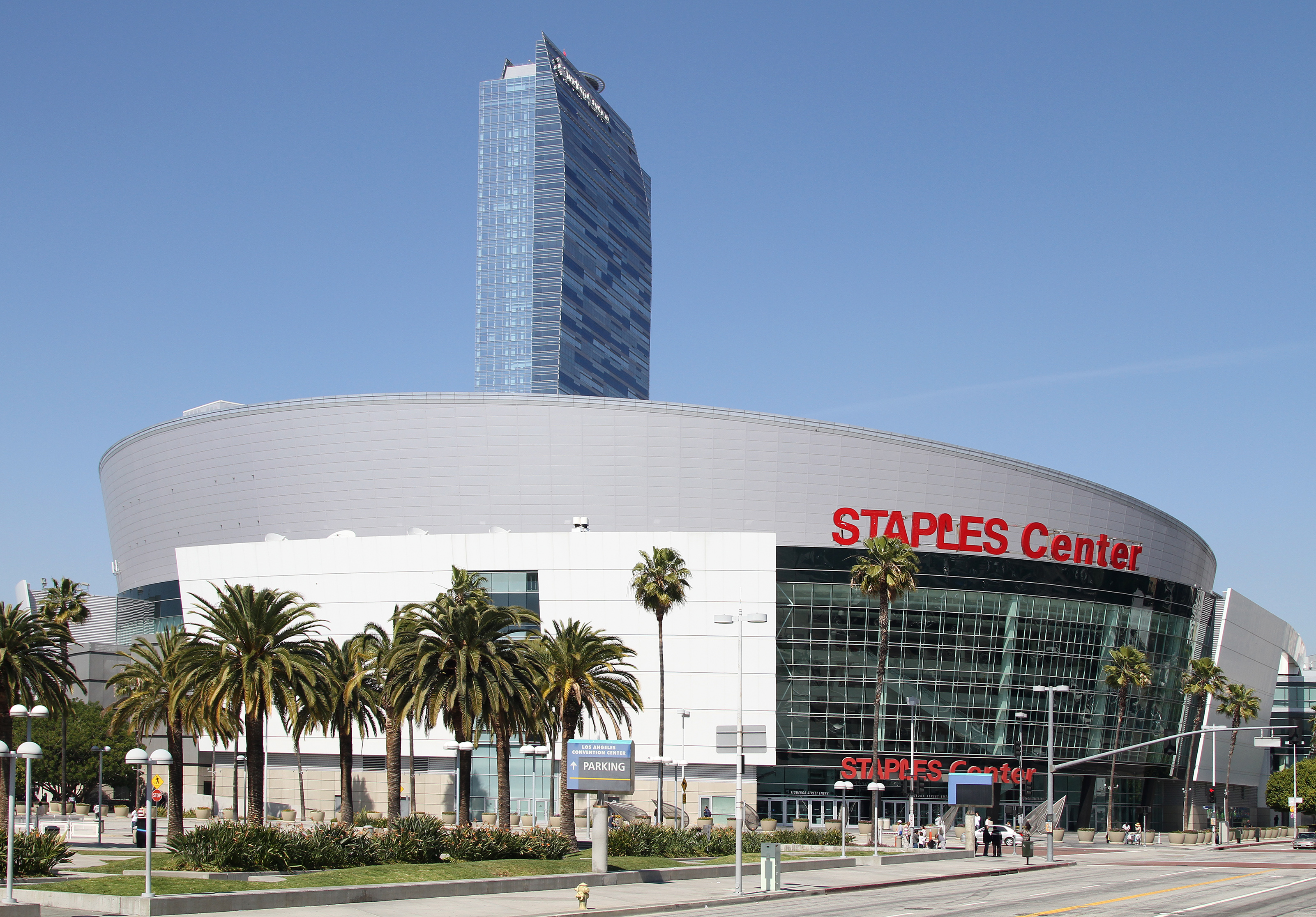
ステイプルズ・センター

### 秋葉原
実際の所在地については、こちら を参照のこと。
秋葉原（あきはばら）
『STEINS;GATE』の舞台は東京都の秋葉原駅周辺であると設定され、企業や団体とのタイアップにより作中にも数多くの実在の建物や風景、店舗などが登場する
。秋葉原ラジオ会館は物語の主要な舞台として実名で登場しており、主人公が通う大学も実在の大学である東京電機大学であると設定されている。
秋葉原駅前商店街振興組合（秋葉原電気街に複数ある商店会のうちの1つ）の公認を受けており、秋葉原の街として出した『秋葉原公式切手』にも参加している。また、同じく舞台となった東京電機大学は2012年4月に東京神田キャンパスから東京千住キャンパスへと移転した。
秋葉原駅
秋葉原電気街の南東隅に位置しており、秋葉原の入口として広く知られるランドマークである。現実の2005年頃から2011年頃にかけて駅施設の大規模な改築が行われ、作中では主に改築前の風景が描かれている（劇場版などでは風景の変遷も描かれている）。後述するラジ館も駅前である。
秋葉原ラジオ会館
作中では「ラジ館」と称されている。現実の2011年10月28日には、取り壊しの決まっていた実在の秋葉原ラジオ会館にて本作『STEINS;GATE』の関連イベントが行われた。この際、劇中のラジオ会館屋上に衝突した「人工衛星らしき物体」（α世界線の鈴羽が使用したタイムマシン）を模したセットが、現実のラジオ会館の屋上に設置された。なお、このイベントが終了した直後にラジオ会館は建て替えられ、2014年からは同じ位置にて新しいビルで営業している。
本作のコラボレーション商品として、作中の落下物衝突状態も選択再現可能なプラスチックモデルが販売され、同敷地にて改築再開された同館の名物アイテムにもなっている。
牛丼専門サンボ
秋葉原の中央通りから一つ西に入った路地にある、「牛丼専門」と謳った黄色い看板を掲げた店で、秋葉原電気街がホビー街化する以前より「秋葉原で食事ができる数少ない店」として重宝されていた。劇中では、岡部やダルが足繁く通って食事をしている牛丼店として描かれており、携帯禁止のルールも現実に存在している。原作ゲームでは、そのまま「サンボ」の店名であるが、アニメ作中での店名は「サンポ」である。
ゴーゴーカレー
ゴリラの黄色い看板が目印で、金沢カレー特有の黒く濃厚なルーであり、独特の風味を持っている。看板メニューはロースカツ、チキンカツ、エビフライ、ウインナー、ゆで卵、キャベツをすべてトッピングした「メジャーカレー」。
STEINS;GATE 0において、鈴羽が常連になっている店であり、大食い大会で「ワールドチャンピオンクラス」(2.5kg)を完食して優勝し、初の三連覇を達成している。ゲーム版ではダルと由季のデートコースにもなっていた。
Cafe Mailish （メイリッシュ）
フェイリスが運営しているコスプレメイド喫茶「メイクイーン・ニャンニャン」のモデルとなった、秋葉原では老舗のメイド喫茶。一階のビル前はほぼ同一であり、店内も似た雰囲気をしている。ラボから徒歩3分くらいの距離で、「蔵前橋通りから妻恋坂交差点を左折したところ」にある。本作以外にも多数のゲーム・アニメ等のタイトルでロケーションの参考にされており、秋葉原電気街でも特に「聖地巡礼」が交錯するスポットである。
ブラウン管工房のモデルとなった「液晶工房」の近所にある。
液晶工房
ブラウン管工房のモチーフとなった液晶ディスプレイ関連部品の店舗及び工房。 元々SAMSUNGの関連会社であった。作品内での説明どおり、「中央通りを末広町で蔵前通りを左折し、最初の信号の手前で左折する」と、実際に存在していた。なお、本作発売後の2011年に閉店している。
柳森神社 ＆ 秋葉神社
ルカ子の実家の柳林神社のモデルとなった、秋葉原の神社。2つの神社をモチーフにしており、細部を除いてほぼ忠実に描かれている。場所のモデルは柳森神社、建物は秋葉神社がベースになっており、階段など敷地内の一部は柳森神社を参考しているところもある。作中の説明では、「万世橋を渡ってすぐの脇道を入り、ガード下をくぐった先の川沿いにある」とされており、この説明どおりにあるのは、「柳森神社」である。
秋葉クロスフィールド
様々なシーンで登場する。
東京タイムズタワー
フェイリスが住んでいる高層マンションの元となった超高級な高層マンション。
秋葉原ダイビル横のコインロッカー
物語の鍵となるアイテムである、幻のレトロPC「IBN 5100」が入っていたコインロッカー。

### その他の地域
東京ビッグサイト
同人誌即売会のシーンで登場。
成田空港
アニメ版のスペシャルで登場した。
ロサンゼルス
アニメ版のスペシャルでの舞台。「ロサンゼルス国際空港」、「The Westin Bonaventure Hotel & Suites」、「ステイプルズ・センター」、「アローヨ・セコ・パークウェイ」などが描かれている。
デミング
アニメ版のスペシャルにて、岡部が遭難した場所。岡部たちが宿泊した「MOTEL DEMING」もデミングにある。